# Laurent Delorge
Laurent Delorge (Leuven, 1979. július 21. –) belga labdarúgó. Jelenleg klub nélküli.